# Al dente

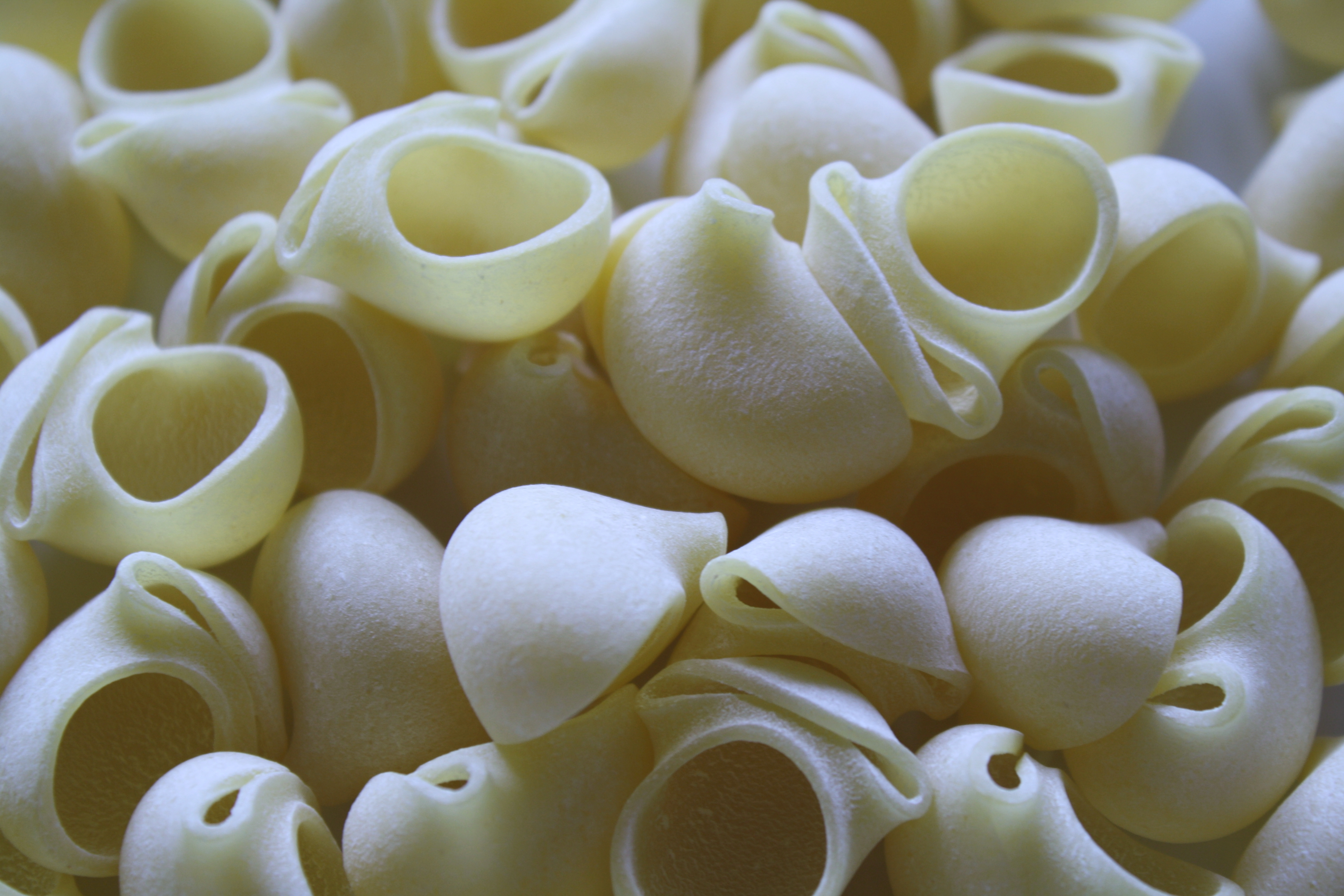
Cette image représente des pâtes crues. Ces coquillettes (forme de pâtes), après une cuisson "Al dente", garderont leur texture ferme et leur couleur plutôt claire.

La traduction française du terme italien al dente est « à la dent », sous-entendue « qui soit ferme sous la dent ».
Le terme est principalement utilisé pour la cuisson des pâtes, mais également, par extension, pour le riz et certains légumes, lorsqu'il est voulu que l'aliment soit ferme et pas trop cuit.
Ce type de cuisson permet de préserver la couleur et la saveur des légumes.
Il est particulièrement adapté lorsque l'aliment n'est pas consommé immédiatement. En effet; il permet, lors du réchauffage, d'éviter une surcuisson.
Autre utilisation: cuisson al dente dans un liquide neutre, suivi d'un temps très faible de cuisson dans une sauce. 
Il est évoqué pour la première fois, en 1837, par le duc napolitain Ippolito Cavalcanti (it) qui répertorie les recettes de pâtes de la péninsule italienne, dans son guide Cucina teorico pratica.